# Rovná, Strakonice
Rovná là một làng thuộc huyện Strakonice, vùng Jihočeský, Cộng hòa Séc.